# Achilifunk Sound System
Achilifunk Sound System est un groupe musical espagnol, originaire de Catalogne. 

## Histoire
Le groupe est formé et composé de Sam Mosketón, Lalo López, et Rambo et Txarly Brown. Le style musical du quatuor se caractérise par des bases électroniques et populaires qui explore la rumba mêlée aux rythmes afro-américains soul et funk des années 1950 et 1960.
Son premier disque s'intitule Robot caló, sorti en 2015,, qui atteint la 1re place des charts japonais en termes de ventes.

## Discographie
- 2015 : Robot caló (album)